# DBRX
DBRX – otwarty duży model językowy opracowany przez firmę Databricks i wydany 27 marca 2024. Jest to model transformera z architekturą mieszanki ekspertów, zawierający łącznie 132 miliardy parametrów. Dla każdego tokena aktywnych jest 36 miliardów parametrów (4 z 16 ekspertów). Wydany model jest dostępny w wersji bazowej lub w wersji dostrojonej do instrukcji.
W momencie wydania DBRX przewyższył inne znane modele open source, takie jak LLaMA 2 firmy Meta, Mixtral firmy Mistral AI i Grok firmy xAI, w kilku testach porównawczych, począwszy od rozumienia języka, umiejętności programowania i matematyki.
Szkolenie trwało 2,5 miesiąca na 3072 kartach Nvidia H100 połączonych przepustowością 3,2 TB/s przez InfiniBand, a koszt szkolenia wyniósł 10 mln USD.